# Herman Tymiński
Herman Tymiński (Boćki, 1843 – Różanystok, 12 marzo 1896) è stato un presbitero polacco.
attivo nel Governatorato di Grodno dell'Impero Russo. È ricordato per il suo lungo e devoto ministero nella città di Krasnystok (attualmente Różanystok), dove contribuì a rivitalizzare la vita religiosa locale.

## Biografia
Michele Tymiński (figlio di Gregorio), nonno di Herman, fu un sacerdote uniato nella parrocchia del villaggio di Andryjanki, sotto il patronato del conte Potocki. Il padre di Herman, Jacopo Tymiński, fu anch’egli sacerdote uniato a Drohiczyn e Boćki. Entrambi i fratelli di Herman erano anch’essi sacerdoti ortodossi: Pietro (1879–1908) nelle chiese di Strugi-Buklicze e Rubel, e Platone (1832–1893) nella chiesa della Trasfigurazione di Oltush e a Włodawa. L'ultimo sacerdote della famiglia fu il figlio di Piotr, Afanasij (Афанасий, nato nel 1860), che servì come parroco nella chiesa di Synkovichskaya, nella chiesa di San Vladimiro a Grodno, nella chiesa di San Nicola a Nikolskoye-Gagarino e nella chiesa di San Michele Arcangelo a Mikhailovskoye.
Herman studiò presso il Seminario Teologico Lituano e fu ordinato sacerdote il 17 gennaio 1864. Il suo primo incarico fu nella chiesa parrocchiale di Łasza, nel distretto di Grodno.
Prima del 1871 si trasferì probabilmente a Boćki, dove nacque suo figlio Jan.
Subito dopo fu trasferito a Krasnystok, dove servì come parroco per 24 anni.
Morì di febbre tifoide ed epidemia di tifo il 12 marzo 1896, cosciente fino alla fine, benedicendo la moglie e i figli prima di morire.

## Eredità
Krasnystok è nota per la sua icona miracolosa della Madre di Dio e attrae numerosi pellegrini. Quando padre Herman assunse la guida della parrocchia, la comunità era in declino. Solo grazie all’instancabile energia, al tatto e al talento del defunto padre Herman, l’Ortodossia tornò ad attrarre migliaia di pellegrini, sia ortodossi che cattolici, presso l’icona miracolosa di Krasnystok. Gli uniati delle parrocchie vicine, che prima evitavano le loro chiese, iniziarono quasi tutti a confessarsi e ricevere i sacramenti a Krasnystok. Ristabilire l’antica fama e la venerazione di Krasnystok fu un compito arduo. Ostilità e odio, sia nascosti che aperti, cercarono di ostacolare ogni sforzo e screditare i risultati della Chiesa ortodossa. Un compito che sembrava superiore alle forze di un solo uomo fu comunque realizzato da un umile servo, che mai vantò le sue opere davanti agli uomini.
Dalla sua vita di umile servizio nacque il detto: «L’onore di un uomo buono sarà ricordato di generazione in generazione».
Fu bisnonno di Danuta Siedzikówna e Wiesława Korzeń.